# Kristian Frost
Pour les articles homonymes, voir Olesen.
Kristian Frost Olesen, né le 9 février 1989 à Londres, est un joueur professionnel de squash représentant le Danemark. Il atteint en avril 2013 la 52e place mondiale sur le circuit international, son meilleur classement. Il est champion du Danemark à neuf reprises entre 2010 et 2019.
Son père est l'ancien champion d'Europe de badminton Morten Frost.

## Palmarès

### Titres
- Championnats du Danemark : 9 titres (2010-2012, 2013-2019)

### Finales
- Open de Chine : 2010